# Salassinae
Salassa este un gen de molii din familia Saturniidae, fiind singurul din subfamilia Salassinae.

## Specii
- Salassa arianae Brechlin & Kitching, 2010
- Salassa belinda Witt & Pugaev, 2007
- Salassa bhutanensis Brechlin, 2009
- Salassa bhutanensis Brechlin, 2009
- Salassa excellens Bryk, 1944
- Salassa fansipana Brechlin, 1997
- Salassa iris Jordan, 1910
- Salassa kitchingi Brechlin, 2010
- Salassa lemaii Le Moult, 1933
- Salassa lola (Westwood, 1847)
- Salassa megastica Swinhoe, 1894
- Salassa meisteri Brechlin, 2010
- Salassa mesosa Jordan, 1910
- Salassa olivacea Oberthuer, 1890
- Salassa parakatschinica Brechlin, 2009
- Salassa pararoyi Brechlin, 2009
- Salassa paratonkiniana Brechlin, 2009
- Salassa royi Elwes, 1887
- Salassa thespis (Leech, 1890)
- Salassa tibaliva Chu & Wang, 1993
- Salassa tonkiniana Le Moult, 1933